# Stiftung Schorfheide-Chorin
Die Stiftung Schorfheide-Chorin ist eine private Stiftung des Unternehmerehepaares Elisabeth und Hugo Fiege, Eigentümer der Fiege Logistik Gruppe und drei Naturschutzvereinen aus der Uckermark. Die Stiftung gilt als Modell für „privates Naturschutzengagement“ in Brandenburg und hat zwei Waldgebiete aus dem Nationalen Naturerbe im Kern des Biosphärenreservats Schorfheide-Chorin vom Land Brandenburg überschrieben bekommen. Als Nationales Naturerbe werden Flächen in Deutschland bezeichnet, die seit dem Jahr 2000 als dauerhafte Naturschutzflächen gesichert werden. Dies geschieht durch unentgeltliche Übertragungen von Land- und Wasserflächen aus dem Eigentum der Bundesrepublik Deutschland in die Trägerschaft der Bundesländer, der Deutschen Bundesstiftung Umwelt (DBU) oder von Naturschutzverbänden. Die Stiftung wird in Presseartikeln auch als Naturschutzstiftung Schorfheide-Chorin bezeichnet.

## Entstehung und Ziele
Als ein großer Teil der Waldflächen im Biosphärenreservat Schorfheide-Chorin auf Beschluss der Landesregierung in Brandenburg an Naturschutzinstitutionen übertragen werden sollte, gründete das Ehepaar Fiege zum Jahreswechsel 2000/2001 gemeinsam mit den drei Naturschutzvereinen Haus der Naturpflege, Kulturlandschaft Uckermark und NABU Angermünde als öffentlich-private Partnerschaft die Stiftung Schorfheide-Chorin. Die finanzielle Grundlage für die Stiftung legte das Unternehmerehepaar Fiege. Sie brachten ein Grundkapital in Höhe von 365.000 Euro in die Stiftung ein.
Laut Satzung hat die Stiftung den Zweck, der Förderung von Vorhaben des Naturschutzes und der umweltgerechten Landnutzung in Schutzgebieten Deutschlands, insbesondere im Biosphärenreservat Schorfheide-Chorin zu dienen. Anliegen der Stiftung ist nach Hugo Fiege auch Naturschutz, ökologische Waldnutzung und Betriebswirtschaft als Einheit zusammenzuführen. Langfristig soll ein Netzwerk privater und öffentlicher Akteure entstehen, das auf lange Sicht die Lebensqualität in dem ländlichen Naturraum Schorfheide-Chorin sichert.

## Vorstand und Kuratorium der Stiftung
Im Vorstand der Stiftung sind:
- Elisabeth Fiege (Vorsitzende)
- Anke Jenssen
- Alfons Schulze Jochmaring, Steuerberater in der Kanzlei für Steuerrecht und Wirtschaft Greven
- Simon Wolff

Im Kuratorium der Stiftung sind:
- Hugo Fiege (Vorsitzender)
- Stefan Adler, NABU-Waldreferent
- Jan Fiege, Managing Director bei Fiege Logistik
- Hubert Große Kleimann, Landwirt
- Gerhard Hofmann, Waldkunde-Institut Eberswalde
- Axel Kruschat, BUND-Landesgeschäftsführer

## Stiftungswald
Die Stiftung erhielt vom Land zusammenhängende Areale im Redernswalder Forst und in der Wolletzer Schonung mit einer Fläche von 662 Hektar. Beide Waldflächen liegen im Grumsiner Forst/Redernswalde. Das Gesamt-Naturschutzgebiet umfasst 6157,89 Hektar und erstreckt sich auf den Gebieten der Städte Angermünde (Landkreis Uckermark) und Joachimsthal sowie den Gemeinden Althüttendorf, Friedrichswalde und Ziethen (letztere Landkreis Barnim). Das Naturschutzgebiet wurde zeitgleich mit der Gründung des Biosphärenreservats Schorfheide-Chorin als dessen Naturschutzgebiet Nr. 23 zum 1. Oktober 1990 unter Schutz gestellt. Ein über 800 Hektar großer Teil der Fläche ist mittlerweile Totalreservat. Das Naturschutzgebiet gehört gleichzeitig zum FFH-Gebiet Grumsiner Forst – Redernswalde.
Ferner bekam die Stiftung 10 Hektar Wald im Naturschutzgebiet Zichower Wald–Weinberg am Westhang der Randow-Niederung östlich von Gramzow geschenkt.

### Fällaktion im künftigen Totalreservat
2004 kam es zu einer nicht genehmigten Fällung von 572 alten märkischen Eichen im Naturschutzgebiet Grumsiner Forst/Redernswalde. Alle standen in einem Gebiet, welches als geplantes Totalreservat von den Behörden per Verordnung mit einer Veränderungssperre belegt war. Der Erlös der 2004 gefällten Eichen von rund 60.000 Euro kam der Stiftung zugute. Die Fällungen wurden vom Landesforst Brandenburg vorgenommen.
Der Landesverband Brandenburg des Naturschutzbundes Deutschland (NABU) stellte daraufhin Strafanzeige gegen die Stiftung. Nach Ansicht des NABU handelte es sich dabei um einen ungesetzlichen Akt. Die Staatsanwaltschaft Frankfurt (Oder) ermittelte zunächst „gegen Unbekannt“. In der Strafanzeige des NABU heißt es, dass die Stiftung sich „einer vorsätzlichen Gefährdung schutzbedürftiger Gebiete [...] in einem besonders schwer wiegenden Fall schuldig gemacht“ habe. Wer gegen die NSG-Rechtsvorschrift oder Untersagung Wald rode und dadurch den Schutzzweck erheblich beeinträchtige, wird mit Freiheitsstrafe bis zu fünf Jahren oder Geldstrafe belegt. Auch Umweltminister Dietmar Woidke (SPD) beurteilt die Fällaktion kritisch: Es sei schwer nachzuvollziehen, warum in einem bekanntermaßen als Totalreservat vorgesehenen Gebiet hunderte wertvolle Alteichen gefällt werden müssten.
Der Unternehmer Hugo Fiege sah sich „zu Unrecht kriminalisiert“. Er rechtfertigte die Aktion damit, dass das betroffene Schutzgebiet noch nicht wie geplant als Totalreservat ausgewiesen und Forstwirtschaft daher derzeit erlaubt sei. Mit der Fällung der etwa 150 Jahre alten Eichen habe man einen Buchenbestand schützen wollen. Ein nachträgliches Gutachten von Gerhard Hofmann, dem Leiter des Waldkunde-Instituts in Eberswalde und Mitglied im Kuratorium der Stiftung Schorfheide-Chorin bescheinigte dem Einschlag eine naturschutzfachliche Ausrichtung.
Die Fällaktion war beim Landesumweltamt Brandenburg nicht angemeldet worden. Der Referatsleiter für Großschutzgebiete im brandenburgischen Landesumweltamt Martin Flade und spätere Leiter des Biosphärenreservates bezeichnete in einer dienstlichen Stellungnahme die Abholzung als „naturschutzfachlich unbegründet und schädlich“. In einem Vermerk zum internen Gebrauch schrieb er, dass die „einzig sinnvolle Begründung“ der Holzeinschläge darin liegen könnte, „einen kurzfristigen finanziellen Erlös“ für die Stiftung zu erzielen.
Hugo Fiege beschwerte sich daraufhin bei Ministerpräsident Matthias Platzeck und seine Anwälte schrieben an Umweltminister Dietmar Woidke, drängten auf Einstellung der Bußgeldverfahren. Im Sommer 2005 legte der Gutachter und Waldkunde-Institutsleiter Gerhard Hofmann eine Dienstaufsichtsbeschwerde gegen Flade ein. Hofmann warf Flade ein „Geflecht von Falschaussagen, Entstellungen, … bösartigen Unterstellungen“, die „Kriminalisierung der Stiftung unter offiziellem Siegel“, ein „Verkehren von Aussagen des Ministeriums in das Gegenteil“, „Verbreitung persönlicher und tendenziöser Vorurteile als Behördenstandpunkt“ sowie „regelrechte und ständige Hetze“ vor.
Am 12. August 2005 wurde der Fall für erledigt erklärt. In einer gemeinsamen Presseerklärung von Landesregierung und Stiftung zur „Fällung einzelner Eichen“ hieß es: Eine „abschließende Prüfung der Sach- und Rechtslage“ habe ergeben, dass die Stiftung nicht gegen rechtliche Bestimmungen verstoßen habe. „Demzufolge wurden strafrechtliche und ordnungsrechtliche Ermittlungsverfahren … eingestellt.“ Im Februar 2006 antwortete der Staatssekretär im Umweltministerium auf die Dienstaufsichtsbeschwerde Hofmanns. Der Staatssekretär schrieb darin: „Ihre Vorwürfe gegen Herrn Dr. Flade treffen im Wesentlichen zu.“
Im November 2006 stellten die PDS-Abgeordneten Kornelia Wehlan und Carolin Steinmetzer-Mann im Brandenburger Landtag eine Kleine Anfrage zu „Baumfällungen im Totalreservat“. Minister Woidke erklärte dazu, dass die naturschutzfachliche Ausrichtung des Einschlages durch einen sachkundigen Gutachter bestätigt wurde.
Nachdem Martin Flade auf seiner Bewertung des Sachverhaltes bestanden hatte, wurde er von seinem Posten abberufen. Flade klagte dagegen arbeitsrechtlich und gewann. Flade ist seit 15. Oktober 2018 wieder Leiter des Biosphärenreservates.

## Projekte
Im Wald um Wolletz und Redernswalde führte die Stiftung 2012 in Kooperation mit der Humboldt-Universität Berlin ein Forschungsprojekt durch, mit dem der Altbaumbestand analysiert, dessen Bedeutung für das Ökosystem erforscht und praktische Schlussfolgerungen für die Waldentwicklung gezogen werden sollte. Finanziert wurde das Projekt aus Erlösen der Stiftung.

## Resonanz
Ministerpräsident Matthias Platzeck (SPD) lobte im Januar 2007 die Stiftung bei einem Besuch auf Gut Wolletz: „Diese Kombination von Wirtschaft und Naturschutz ist einmalig in Deutschland.“